# Antoine Castagné
Pour les articles homonymes, voir Castagné.
Antoine Castagné est un homme politique français né le 25 juin 1766 à Albi (Tarn) et décédé le 20 janvier 1837 au même lieu.
Juge à Albi, il est élu député du Tarn au Conseil des Cinq-Cents le 23 germinal an VI. Partisan du coup d'État du 18 Brumaire, il siège au corps législatif jusqu'en 1803. Il est de nouveau député en 1815, pendant les Cent-Jours.

## Sources
- « Antoine Castagné », dans Adolphe Robert et Gaston Cougny, Dictionnaire des parlementaires français, Edgar Bourloton, 1889-1891 [détail de l’édition]